# Едуар Леон Скот де Мартенвил
Едуар Леон Скот де Мартенвил (фр. Édouard-Léon Scott de Martinville, Париз 25. април 1817 – Париз, 26. април 1879) је француски проналазач. 
Он је остао упамћен у историји као проналазач фоноаутографа на којем је 9. априла 1860. снимљен први и најстарији познати звучни запис у историји - француска народна песма Au clair de la lune.(иако је по школским уџбеницима та заслуга припала Едисону). Његов проналазак је патентиран у Паризу 25. марта 1857. седамнаест година пре Едисоновог фонографа.

## Биографија
С обзиром да се бавио типографијом и продајом књига, имао је могућности да чита извештаје о научним открићима и постане сам проналазач. Он је био у потрази за оруђем које ће имитирати људски слух, користећи мембрану као бубне опне. Направио је склоп који помера оловку приликом вибрације мембране и оставља трагове на папиру, дрвету или стаклу. Нагађа се да је Абрахам Линколн 1863. снимио свој глас на фоноаутографу. Леон Скот је направио неко пословање и успео је да прода одређену количину фоноаутографа установама које се баве проучавањем звука. Међутим, није никада направио било какву већу комерцијализацију и финансијску корист од свог револуционарног открића и остатак живота је провео као продавац књига у Паризу.